# 카를 크라우스

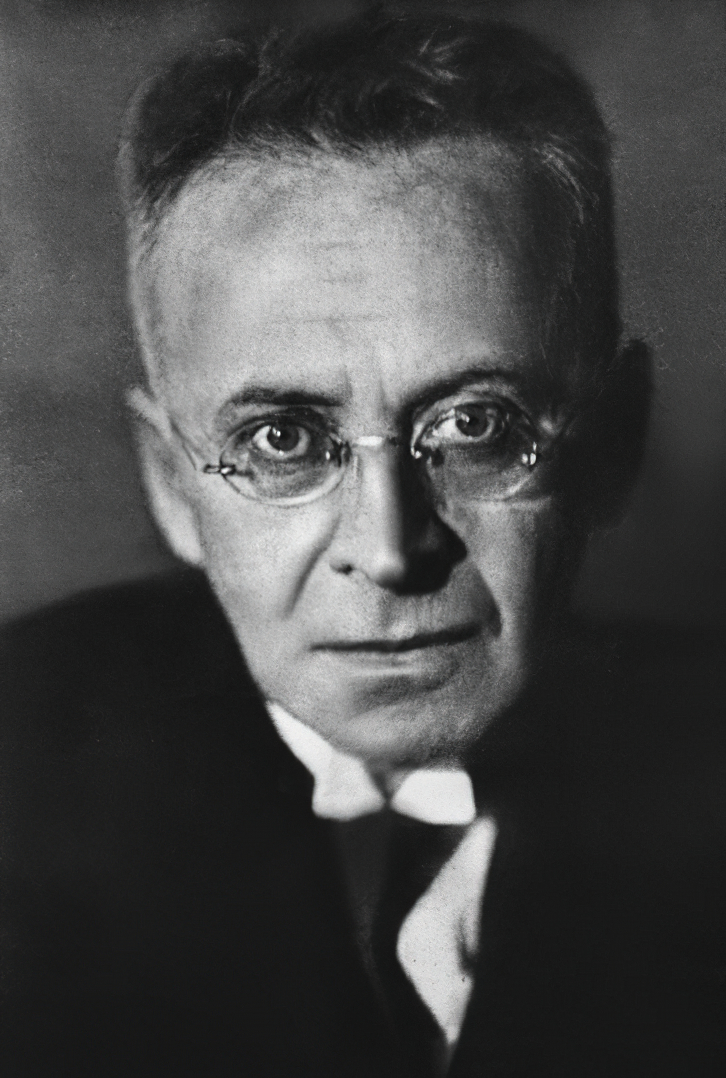

카를 크라우스 (Karl Kraus, 1874년 4월 28일 – 1936년 6월 12일)는 풍자, 수필가, 격언, 극작가, 시인으로 알려진 오스트리아 작가이자 언론인이다. 그는 언론, 독일 문화, 독일과 오스트리아 정치를 풍자했다. 그는 노벨 문학상 후보에 세 번이나 지명되었다.
크라우스는 오스트리아-헝가리 (현 체코) 의 보헤미아 왕국 이친( Jičín )에서 제지업자인 야콥 크라우스(Jacob Kraus)와 그의 아내 에르네스틴(Ernestine, née Kantor)의 부유한 유대인 가정에서 태어났다. 1877년 가족은 빈으로 이주했다. 그의 어머니는 1891년에 세상을 떠났다.

크라우스는 1892년 비엔나 대학교에 법대생으로 등록했다. 같은 해 4월부터 Wiener Literaturzeitung이라는 논문에 기고하기 시작했다. 그 즈음 그는 소극장에서 연기자로 도전했지만 실패했다. 1894년에 철학과 독일 문학으로 연구 분야를 바꿨다. 그는 1896년에 학업을 중단했다.
1901년에 Hermann Bahr 와 Emmerich Bukovics에 의해 소송을 당했는데, 그들은 Die Fackel에서 공격을 받았다고 생각했다. 여러 불쾌한 당사자에 의한 많은 소송이 이후 몇 년 동안 계속되었다. 또한 1901년에 그의 발행인 Moriz Frisch가 몇 달 간의 여행을 떠나 있는 동안 그의 잡지를 인수했다는 사실을 알게 되었다. Frisch는 잡지의 표지를 상표로 등록하고 Neue Fackel ( New Torch )을 출판했다. Kraus는 소송을 제기하여 승소했다. 그 이후로 Die Fackel 은 인쇄사 Jahoda & Siegel에 의해 (표지 없이) 출판되었다.
1902년에 Kraus는 Sittlichkeit und Kriminalität ( 도덕과 형사 사법 )를 출판했는데, 처음으로 그의 주요 관심사 중 하나가 될 것에 대해 논평했다.
크라우스는 자신의 저술 외에도 1892년에서 1936년 사이에 약 700회의 1인 공연을 했으며 베르톨트 브레히트, 게르하르트 하우프트만, 요한 네스트로이, 괴테, 셰익스피어의 희곡을 낭독했다., 그리고 또한 피아노와 함께 오펜바흐의 오페레타를 연주하고 모든 역할을 스스로 노래했다. 정기적으로 크라우스의 강의에 참석했던 엘리아스 카네티는 그의 자서전 2권의 제목을 잡지와 그 저자를 참조하여 "Die Fackel" im Ohr ( "The Torch" in the Ear )라고 명명했다. 그의 인기가 절정에 달했을 때 Kraus의 강의는 4,000명의 사람들을 끌어 모았고 그의 잡지는 40,000부가 팔렸다.
1911년 이후, 그는 Die Fackel 의 대부분의 문제의 유일한 저자였다.
그의 가장 영향력 있는 풍자 문학 기법 중 하나는 인용문을 사용한 영리한 언어 유희었다. Neue Freie Presse 신문이 어떻게 오스트리아의 자유당 의 선거 운동을 노골적으로 지원했는지를 폭로한 Die Orgie라는 텍스트와 함께 한 논쟁이 일어났다. 이 텍스트는 게릴라 장난으로 생각되어 신문에 가짜 편지로 보내졌다( Die Fackel 은 1911년 후반에 그것을 출판할 것이다). 속임수에 빠진 분노한 편집자는 "정치인과 편집자의 진지한 업무를 방해한다"고 크라우스를 고소했다.
1924년 1월 동안 크라우스는 타블로이드 Die Stunde ( The Hour )의 발행인 Imre Békessy와 싸우기 시작했다. 베케시는 "Hinaus aus Wien mit dem Schuft!"라는 캐치프레이즈로 Erledigung 을 시작한 Kraus에 대한 명예훼손 캠페인으로 보복했다. ("비엔나에서 악당을 내쫓아라!" ). 1926년에 베케시는 체포를 피하기 위해 실제로 비엔나를 탈출했다. Békessy는 그의 소설 Barabbas 가 미국 북클럽의 월간 선정작이었을 때 약간의 성공을 거두었다.
크라우스의 정치적 공약의 절정은 1927년 7월 봉기 동안 89명의 폭도들이 경찰의 총에 맞아 사망한 후 1927년 전직 수상이기도 한 강력한 비엔나 경찰서장 요한 쇼베르( Johann Schober )에 대한 센세이셔널한 공격이었다. 크라우스는 한 문장으로 쇼베르의 사임을 요청하는 포스터를 제작했다. 이 포스터는 비엔나 전역에 게시되었으며 20세기 오스트리아 역사의 아이콘으로 간주된다.
크라우스는 적어도 1920년대 초부터 오스트리아 사회민주당을 지지했고, 1934년에는 엥겔베르트 돌푸스가 나치즘이 오스트리아를 집어삼키는 것을 막을 수 있기를 희망하면서 오스트리아 파시스트 정권을 수립한 돌푸스의 쿠데타를 지지했다. 이러한 지원은 크라우스를 그의 추종자 중 일부와 멀어지게 했다.
크라우스는 평생 동안 논쟁의 대상이었다. Marcel Reich-Ranicki는 그를 '헛되고 독선적이며 독선적인 사람'이라고 불렀다. 크라우스의 추종자들은 그가 지지하는 사람들을 돕기 위해 무엇이든 할 수 있는 무오한 권위를 그에게서 보았다. 후손을 자신의 궁극적인 청중으로 여겼고 Die Fackel 이 처음 출판된 지 몇 년 후에 볼륨 형태로 다시 인쇄되었다.
오스트리아 작가 스테판 츠바이크는 한때 크라우스를 "악의에 찬 조롱의 대가"라고 불렀다( der Meister des giftigen Spotts ). 1930년까지 크라우스는 자신의 풍자적 저술을 정치적 스펙트럼의 중도와 좌파의 인물에게 지시했는데, 우파의 결점은 너무 자명하여 그의 논평을 할 가치가 없다고 생각했기 때문이다.